# Physics of Particles and Nuclei
Physics of Particles and Nuclei is een Russisch, aan collegiale toetsing onderworpen wetenschappelijk tijdschrift op het gebied van de deeltjesfysica. De naam wordt in literatuurverwijzingen meestal afgekort tot Physics Part. Nucl.